# الکساندر ماسپولی
الکساندر ماسپولی (انگلیسی: Alexandre Maspoli; ۲۹ سپتامبر ۱۸۷۵ – ۲۵ سپتامبر ۱۹۴۳) ورزشکار وزنه‌برداری اهل فرانسه بود.
وی در مسابقات کشوری و بین‌المللی در مجموع برندهٔ ۱ مدال طلا، ۱ مدال برنز شده‌است.